# أندرسون لويس ريبيرو بيريرا
أندرسون لويس ريبيرو بيريرا (بالبرتغالية: Anderson Luís‏) (31 يوليو 1988 في البرازيل - ) هو لاعب كرة قدم برازيلي في مركز الدفاع. لعب مع إشتوريل برايا ونادي فيغورينسي ونادي ميراسول.

## وصلات خارجية
- أندرسون لويس ريبيرو بيريرا على موقع قاعدة بيانات كرة القدم.إي يو (الإنجليزية)
- أندرسون لويس ريبيرو بيريرا على موقع Soccerway.com (الإنجليزية)
- أندرسون لويس ريبيرو بيريرا على موقع AS.com (الإسبانية)